# Ал-Араф
Сура Ал-Араф (арабски: سورة الأعراف), „Стената“, е седмата сура от Корана. Състои се от 206 аята и е низпослана в Мека с изключение на знамения от 163 до 170, които са медински.

## Относно
„Араф“ означава високи крепостни стени или планина между Рая и Ада, където ще останат онези, които имат по равен брой благодеяния и грехове, докато Аллах пожелае да вземе решение за тях. По-късно, сдобивайки се с Неговото опрощение, и те ще влязат в Рая.

## Забележителни аяти
| “ | 46. Между тях ще има преграда, а върху Стената  мъже, които узнават всеки по неговия белег. Те ще викат към обитателите на Рая: “Мир вам!” Не са влезли там, а копнеят.— превод Цветан Теофанов, I изд. | ” |

Аят 96 е цитиран от Фатима (една от дъщерите на пророка Мохамед) по време на последната ѝ публична реч:
| “ | 96. А ако жителите на селищата бяха повярвали и бяха се побояли, щяхме да разтворим пред тях дарове от небето и от земята. Ала те отричаха и ги сграбчвахме заради онова, което са придобили.— превод Цветан Теофанов, I изд. | ” |